# Gongo

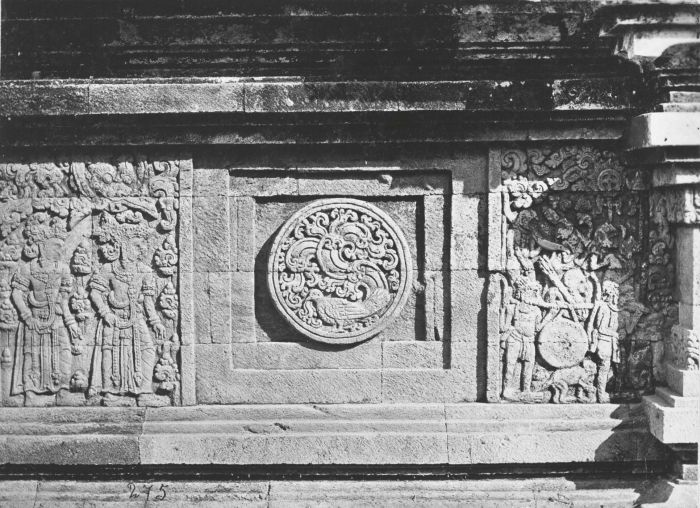
Dois homens (à direita) estão levantando o gongo representado nos relevos do templo do século XIII em Candi Induk, complexo do templo Panataran em Java Oriental, Indonésia

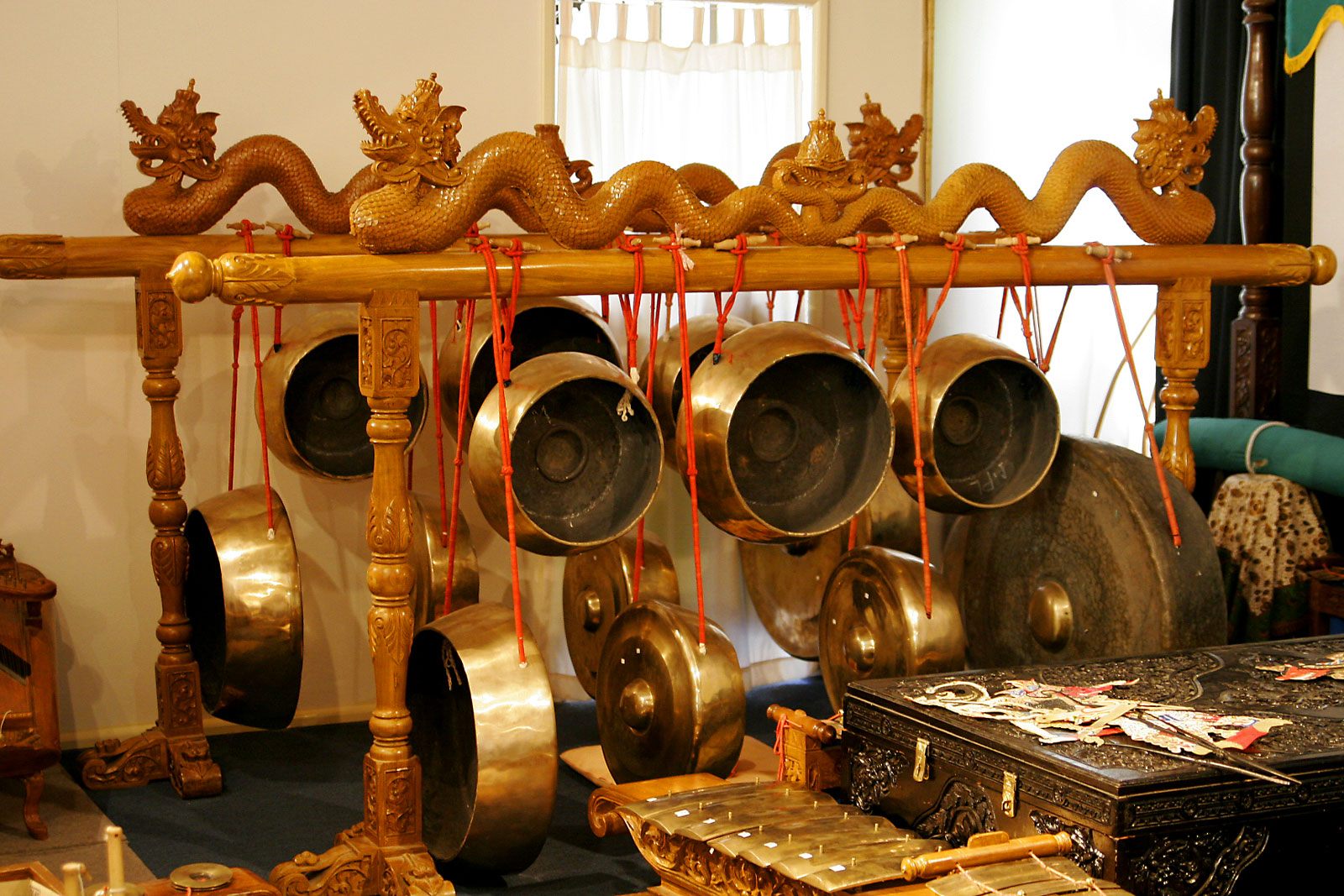
Uma coleção de gongos em um conjunto de instrumentos de gamelão – Embaixada da Indonésia, Camberra

Um gongo é um instrumento de percussão originário do leste e sudeste da Ásia. Os gongos são discos de metal planos e circulares que normalmente são golpeados com um martelo. Eles podem ser pequenos ou grandes em tamanho e ajustados ou podem exigir ajuste.
A menção mais antiga de gongos pode ser encontrada em registros chineses do século VI, que mencionam que o instrumento veio de um país entre o Tibete e a Birmânia. O termo gong (em javanês:  ꦒꦺꦴꦁ) originou-se na ilha indonésia de Java . Pesquisas científicas e arqueológicas estabeleceram que Burma, China, Java e Aname eram os quatro principais centros de fabricação de gongo do mundo antigo. Uma forma de gongo caldeirão de bronze conhecido como um sino de repouso foi amplamente utilizado na Grécia e Roma antigas: por exemplo, no famoso Oráculo de Dodona, onde gongos de disco também foram usados.